# Hemidactylus mandebensis
Espèce
Hemidactylus mandebensis est une espèce de geckos de la famille des Gekkonidae.

## Répartition
Cette espèce est endémique du Yémen.

## Description
Le mâle holotype mesure 41,5 mm de longueur standard et la femelle paratype 29,9 à 39,1 mm.

## Étymologie
Son nom d'espèce, composé de mandeb et du suffixe latin -ensis, « qui vit dans, qui habite », lui a été donné en référence au lieu de sa découverte, le Bab-el-Mandeb.

## Publication originale
- Šmíd, Moravec, Kratochvíl, Nasher, Mazuch, Gvoždík & Carranza, 2015 : Multilocus phylogeny and taxonomic revision of the Hemidactylus robustus species group (Reptilia, Gekkonidae) with descriptions of three new species from Yemen and Ethiopia. Systematics and Biodiversity, vol. 13, no 4, p. 346-368.